# Topgevel
Een topgevel of gevelspits is een gevel met een bekroning die zich meestal aan de korte kant van een gebouw bevindt. De gevellijn volgt veelal in grote lijnen het driehoekige dak. Voorbeelden van de dit geveltype zijn de puntgevel (driehoekig), halsgevel, klokgevel, schoudergevel, tuitgevel en trapgevel. Het deel van de gevel tussen de dakschilden wordt ook wel topgevel genoemd.
De bekendste topgevels zijn die van de grachtenpanden. Een bekend hedendaags grootschalig voorbeeld is het Haagse gebouw Castalia.

## Voorbeelden

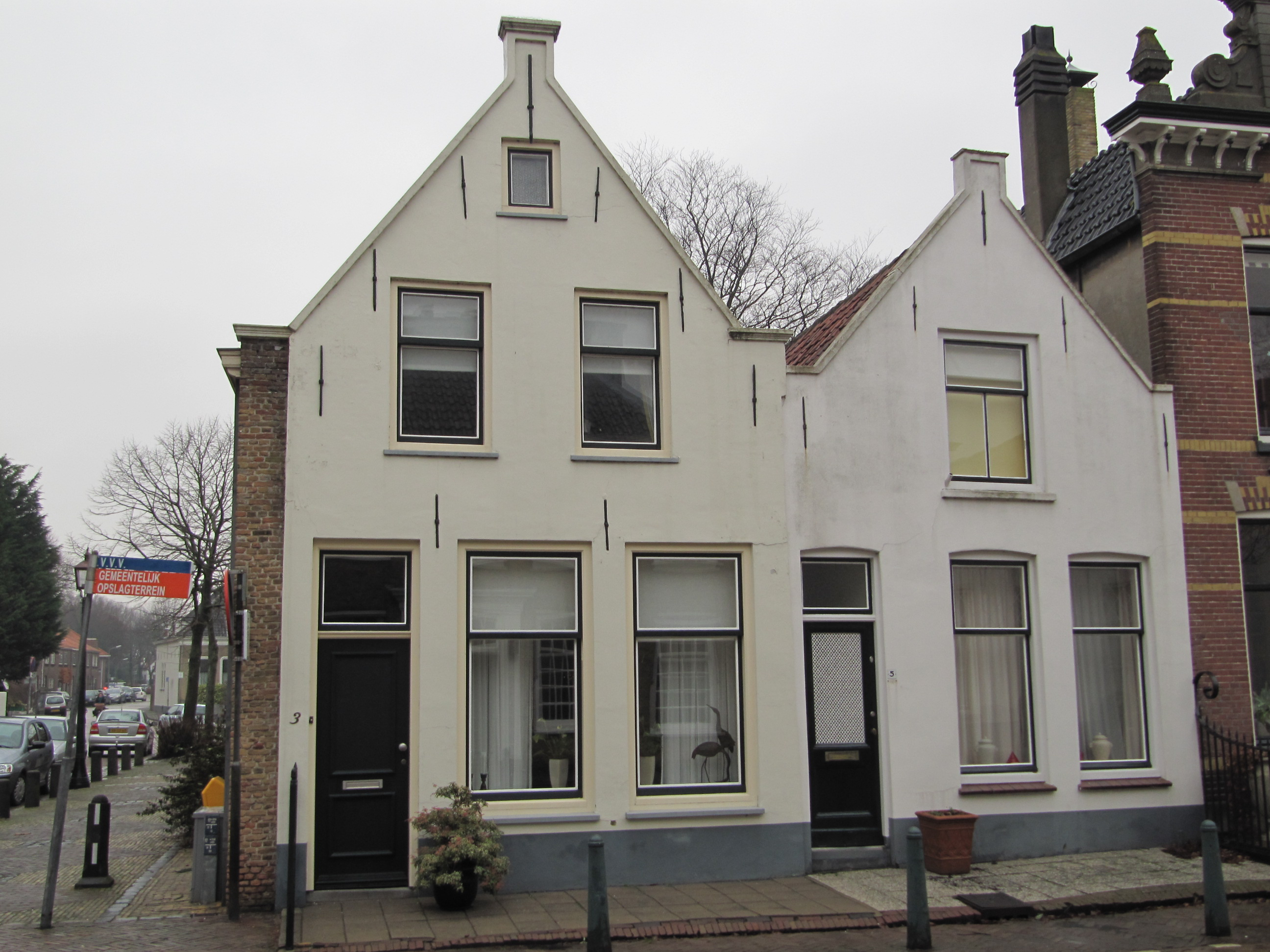
Twee puntgevels in Middelharnis
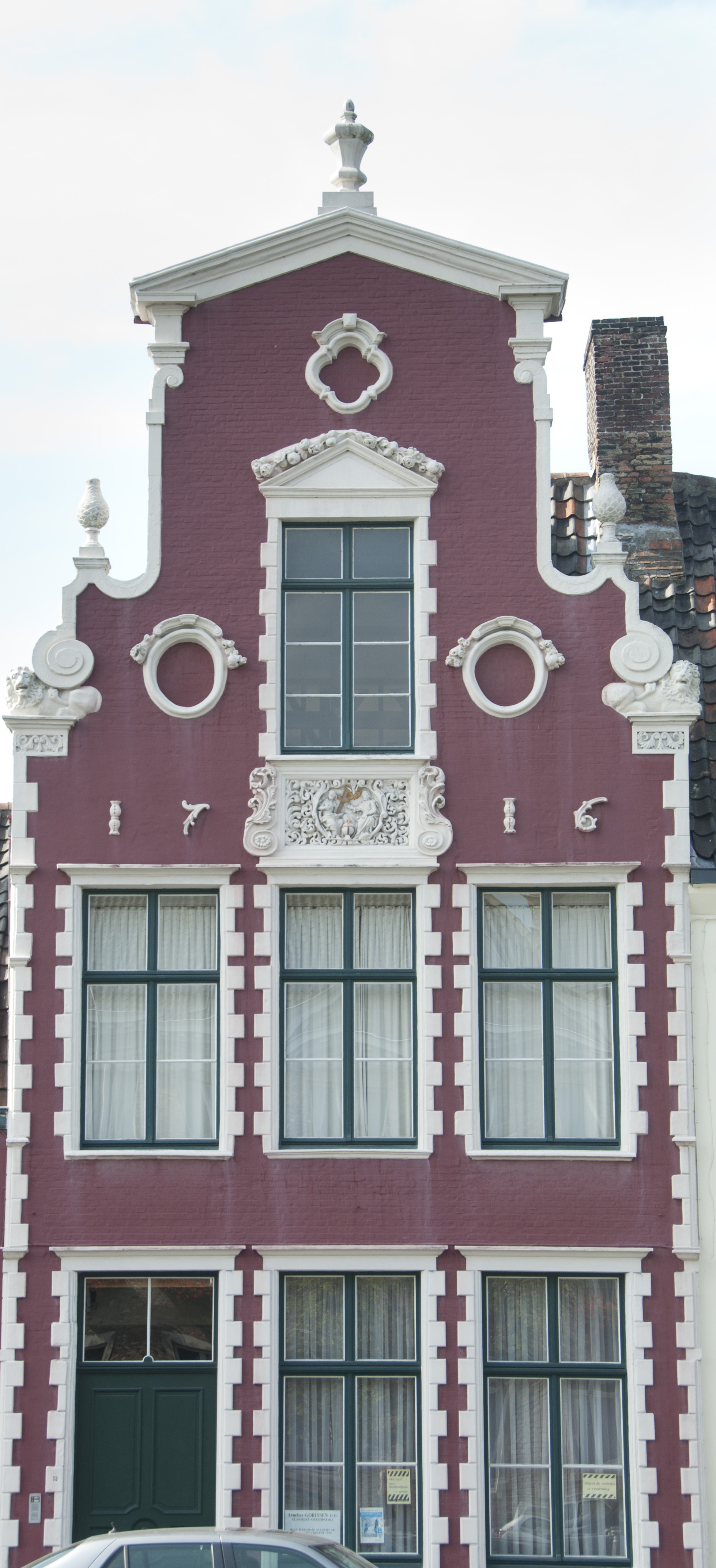
Een halsgevel in Brugge
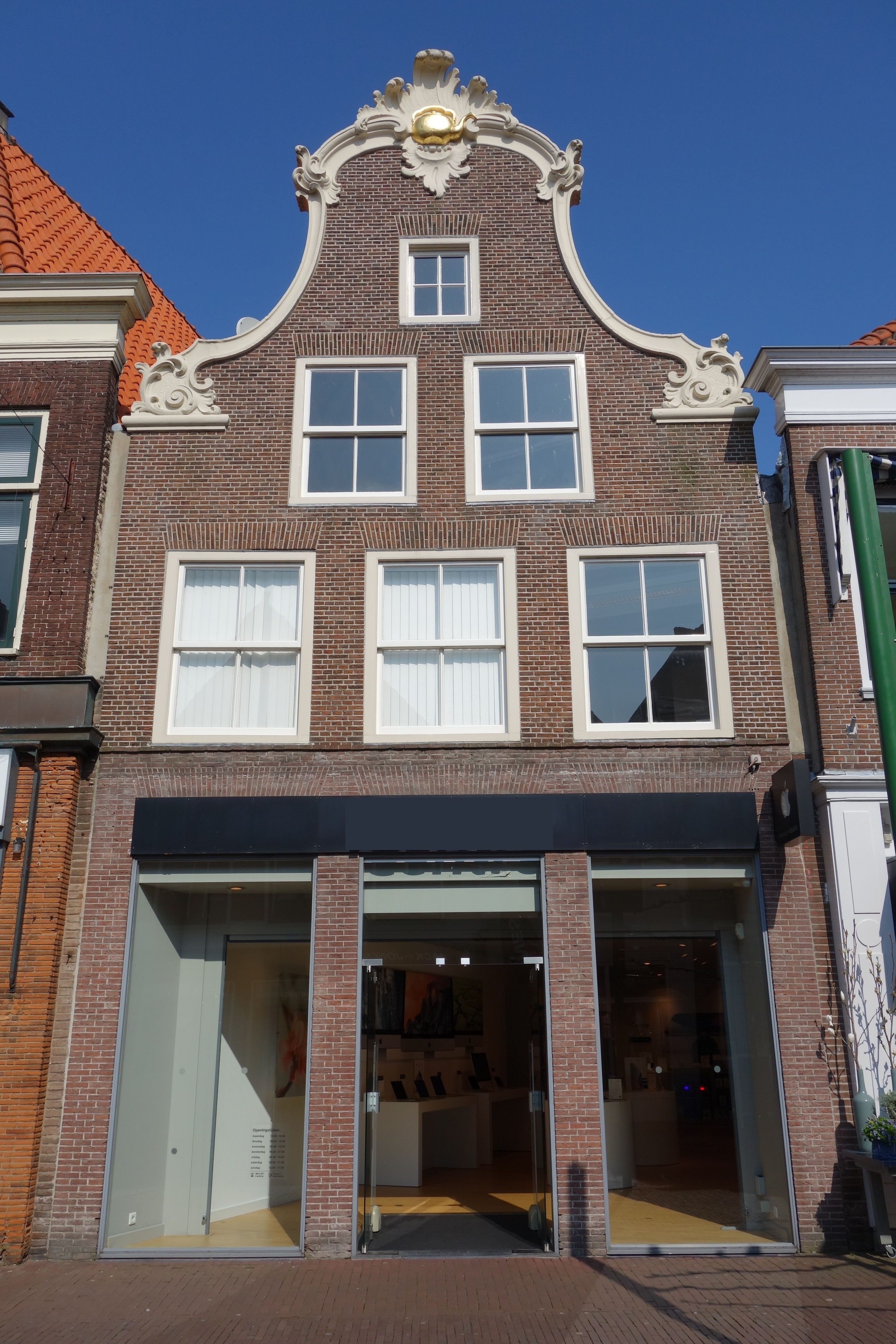
Klokgevel in Hoorn
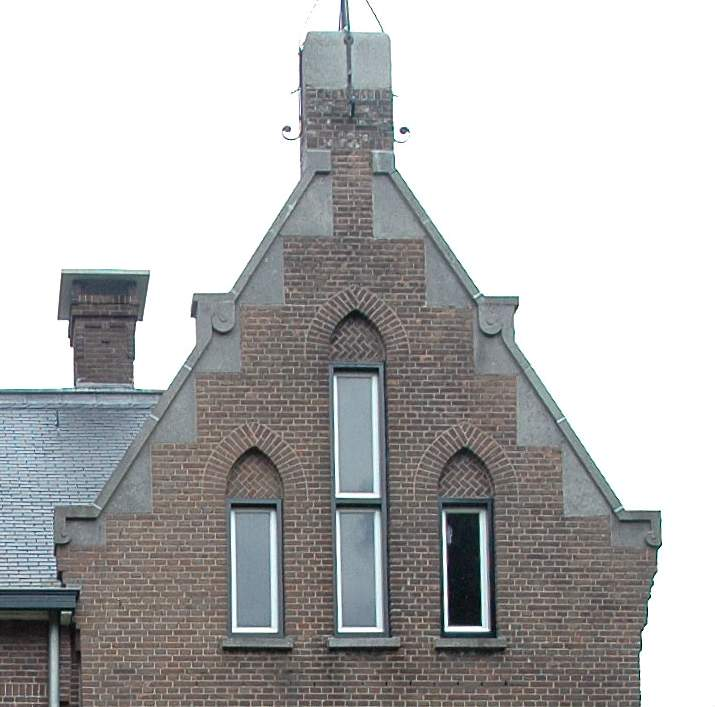
Schoudergevel
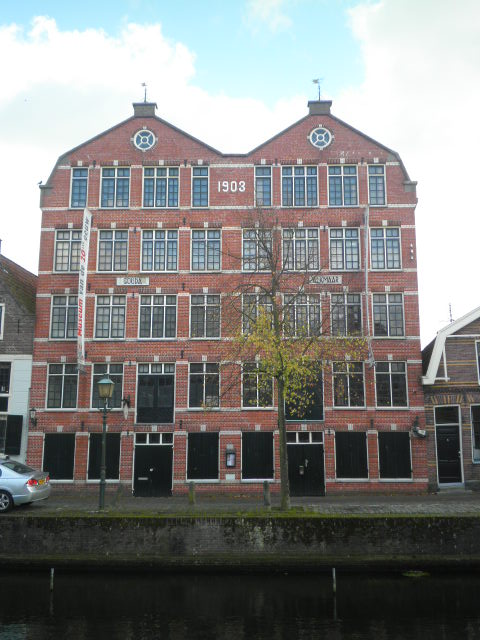
Geknakte tweelingtuitgevel (één gevel, uitgevoerd als twee) in Hoorn
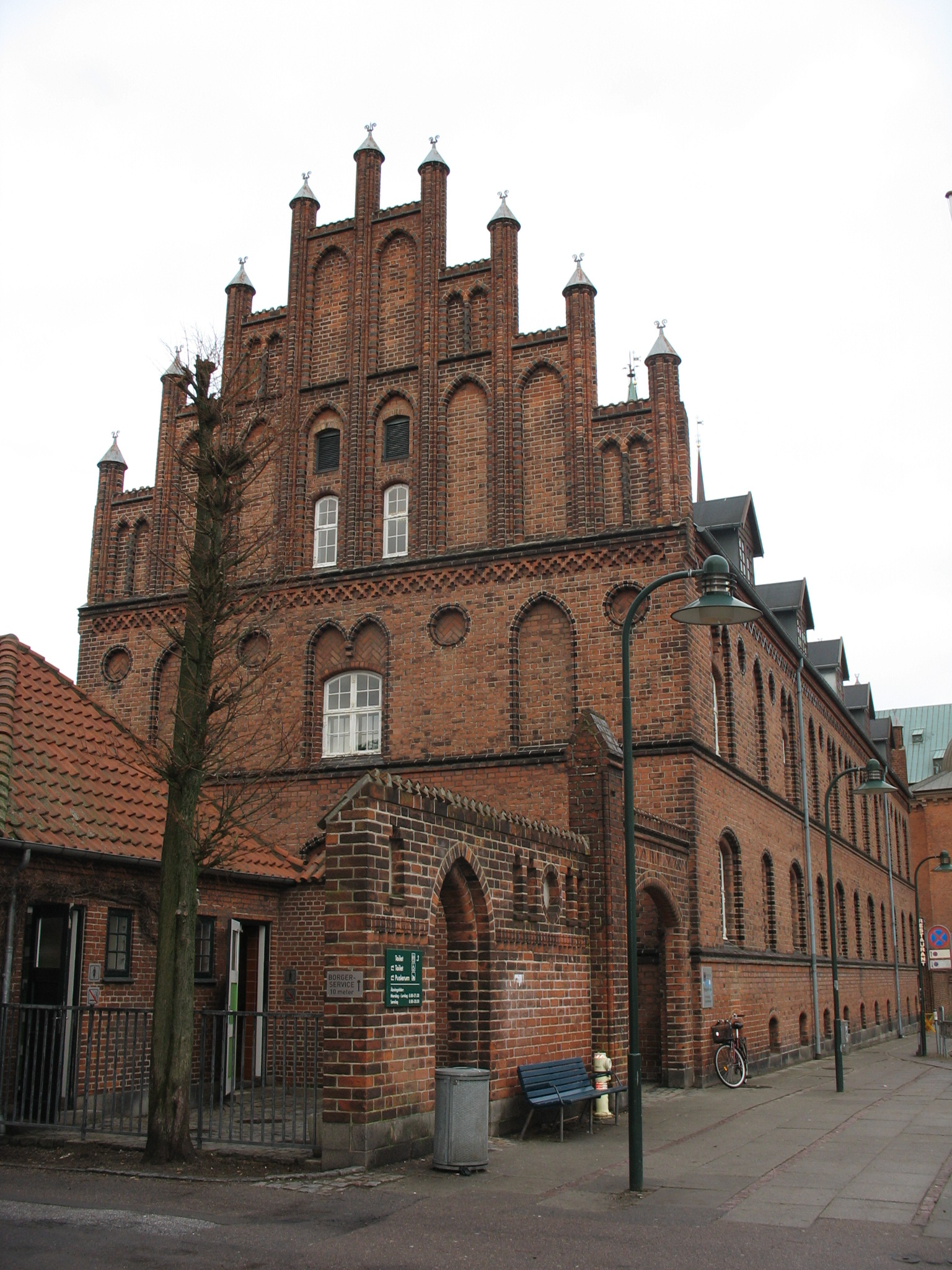
Trapgevel in Roskilde